# Katedrála Nejsvětější Trojice (Addis Abeba)

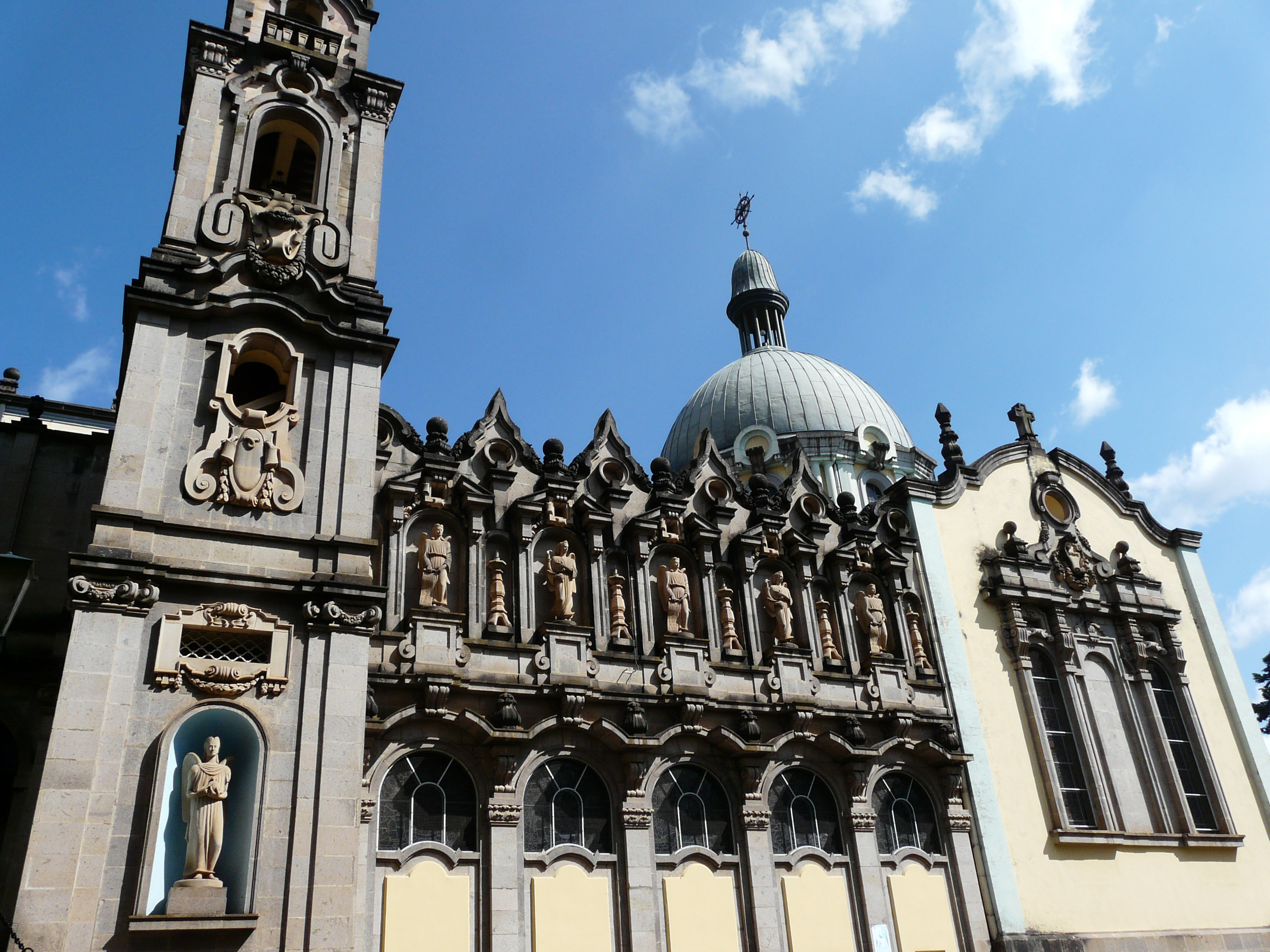
Katedrála Nejsvětější Trojice v Addis Abeba

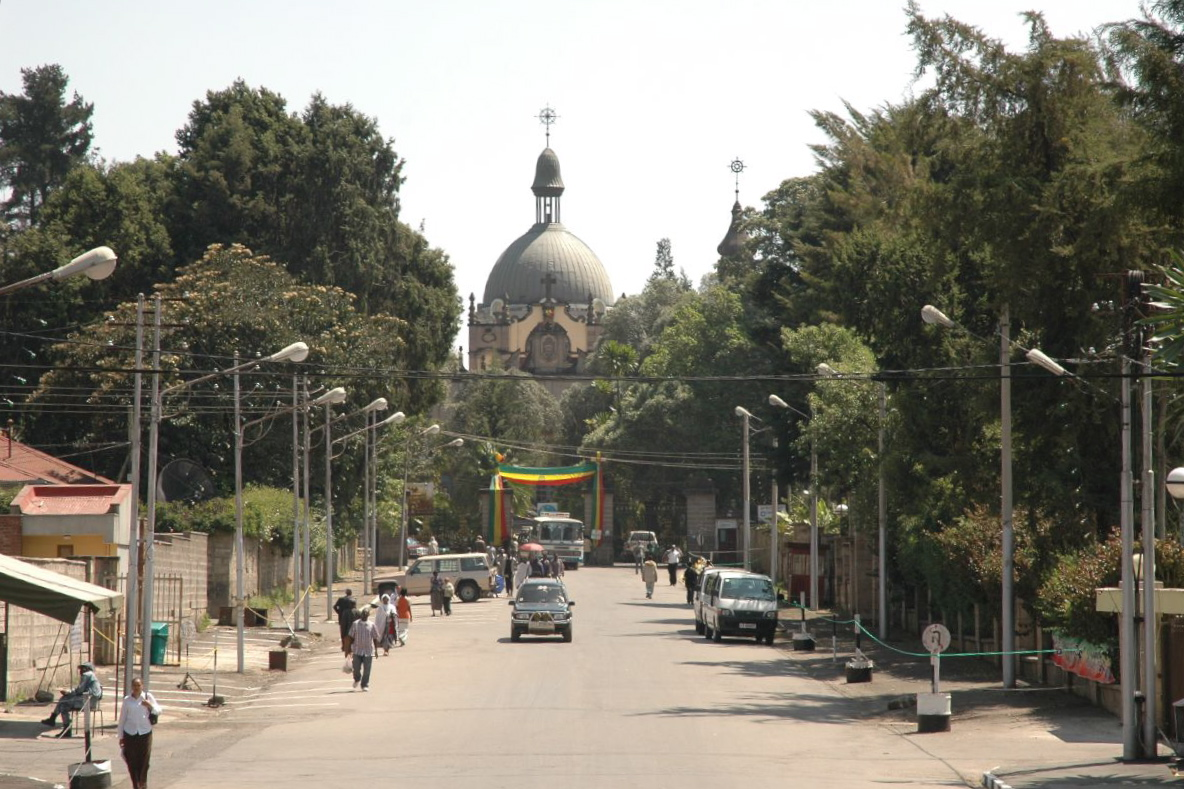
Katedrála Nejsvětější Trojice v Addis Abeba

Katedrála Nejsvětější Trojice (Katedrální chrám Přesvaté Trojice) v metropoli Etiopie Addis Abeba je katedrálním chrámem Etiopské ortodoxní církve. Nachází se nedaleko vládní čtvrti a budovy etiopského parlamentu.

## Dějiny
První dřevěný chrám na tomto místě postavil ještě císař Menelik II. Základní kámen nynější katedrály byl položen v roce 1928. Stavba katedrály trvala až do roku 1942 a byla přerušena italskou okupací v letech 1936 až 1941. Katedrála se stala svědkem významných událostí etiopských dějin v 20. století. Odehrávají se zde intronizace vysokých církevních představitelů, jejich pohřby a jsou zde uloženy i ostatky poslední císařské rodiny.

## Architektura
Exteriér stavby připomíná typickou evropskou sakrální architekturu (portály, sloupy, sochy apoštolů ve výklencích). Interiér chrámu je vyzdoben v tradičním etiopském ortodoxním stylu (oltáře, ikony, vitráže). Chrám tak představuje syntézu evropské a tradiční etiopské architektury.